# Orden Civil de la República (España)
La Orden Civil de la República fue la segunda distinción civil, por orden de precedencia, de la Segunda República Española. Fue creada mediante Decreto en 1932. La insignia era de oro, formada por un disco o sol de esmalte ópalo; en cuya parte central se destacaba un busto de mujer, que simboliza la República. Alrededor este disco arrancan ocho brazos de esmalte rojo, bordeados de oro, y, entrelazadas, dos palmas de laurel, de esmalte verde.

## Historia
La Orden de la República fue instituida por el Gobierno de la Segunda República Española como orden civil de la República, mediante un Decreto del 21 de julio de 1932. Previamente, en 1931, se habían suprimido todas las órdenes civiles de la monarquía menos la Orden de Isabel la Católica y la Orden Civil de África.
Fue otorgada a todas aquellas personas que hubiesen beneficiado a la República y al pueblo español con sus méritos y obras personales en el ejercicio de su profesión.
Tras la derrota de las fuerzas republicanas en la guerra civil española, la dictadura de Francisco Franco derogó todas las órdenes republicanas y remodeló la Orden al Mérito Militar, la Orden al Mérito Naval, la Orden de Isabel la Católica, la Orden de la Cruz Roja Española y las demás medallas españolas al nuevo régimen (cambio de la corona mural por la antigua corona real abierta o el coronel heráldico de caudillaje, etc.).
En el Museo de la Legión de Honor de París se conserva el Gran Collar concedido al Presidente de la República Francesa Albert Lebrun en 1932.
En 1935 le fue otorgada la orden en el grado de corbata a la Guardia Civil.

## Grados
La Orden de la República constaba inicialmente de ocho grados:
| Insignias de la Orden                                     | Insignias de la Orden | Insignias de la Orden | Insignias de la Orden | Insignias de la Orden            |
| --------------------------------------------------------- | --------------------- | --------------------- | --------------------- | -------------------------------- |
| Insignias del Collar de la Orden de la República Española |                       |                       |                       |                                  |
| Collar                                                    | Cruz del Collar       | Gran-Cruz             | Banda de la Gran-Cruz | Encomienda                       |
|                                                           |                       |                       |                       |                                  |
| Cruz de Oficial                                           | Cruz                  | Medalla de Plata      | Medalla de Bronce     | Placa Colectiva (creada en 1934) |

En 1934 se añadieron la categoría colectiva y dos categorías específicas para damas.
- Corbata (para colectivos)
- Banda
- Lazo[5]

El grado de Collar se reservaba a los jefes de Estado extranjeros y podía ser lucido por el presidente de la República como Gran Maestre de la Orden. 
En el ámbito militar se podían otorgar cruces colectivas a las tropas, que consistían en la insignia de la Orden con las iniciales GC coronadas con la corona mural en el centro y acompañadas de la fecha de entrega. No se montaba en la estrella de plata ni sobre cinta alguna, sino que se llevaba en el uniforme, como la Placa Laureada de Madrid.
En el ámbito civil la cinta de pasador era de seda de color rojo fuerte, con franjas blancas estrechas a los bordes.